# Marcel Schreter
Marcel Schreter (* 29. September 1981 in Innsbruck) ist ein ehemaliger österreichischer Fußballspieler und heutiger -trainer.

## Leben und Karriere
Der gebürtige Innsbrucker begann seine Karriere mit vier Jahren beim aus Telfs stammenden SV Telfs, bei dem er sämtliche Nachwuchsspielklassen durchlief und ab den späten 1990er Jahren auch in der Herrenmannschaft spielte. 2002 wechselte er zur WSG Wattens, die später zum neuen FC Wacker Tirol wurde. Nach dem Aufstieg von der dritten in die zweite Liga blieb Schreter bei den Innsbruckern.
Im Jahr darauf wurde mit dem Linksfuß als Stammspieler der Titel in der Ersten Liga erreicht. 2004 gab er sein Debüt in der Bundesliga.
Nachdem er bereits seit Jahren als Mittelfeldmotor einen Stammplatz bei Innsbruck innegehabt hatte, begann er mit der Saison 2008/09 auch durch Torgefährlichkeit Aufsehen zu erregen: In 28 Spielen schoss er nicht weniger als 10 Tore – mehr als in den 5 Saisonen zuvor zusammen. Dieser Trend setzte sich auch in der Saison 2009/10 fort, in der er zusehends auch als Stürmer eingesetzt wurde. Mit 17 Treffern in 33 Spielen, unter anderem beiden Toren im entscheidenden Spiel um den Titel, war er der erfolgreichste Torschütze der Innsbrucker und somit maßgeblich am Wiederaufstieg in die oberste Spielklasse beteiligt. Mit dem FC Wacker Innsbruck wurde Schreter in der Saison 2009/10 mit zwei Punkten Vorsprung auf den FC Admira Wacker Mödling Meister der zweitklassigen österreichischen Ersten Liga und stieg somit mit dem Team in die Bundesliga auf.
Nach drei Bundesligasaisonen wechselte Schreter im Sommer 2013 zum Zweitligisten SC Austria Lustenau, wo er zwei Saisonen blieb, bevor er 2015 zurück zur WSG Wattens wechselte. Dort war er für eine Saison in der Regionalliga West aktiv und brachte es dabei auf 26 Meisterschaftseinsätze und acht -tore. Mit der Mannschaft gewann er nicht nur die Liga und schaffte den Aufstieg in die zweitklassige Erste Liga, sondern gewann mit dem Team auch den Tiroler Fußballcup 2015/16. Trotz des Aufstiegs in den Profifußball kehrte er dem Verein zum Saisonende den Rücken und ließ seine Karriere als Aktiver in den nachfolgenden Jahren bei seinem Heimatverein, dem SV Telfs, ausklingen.
Dort war er in den Spielzeiten 2016/17, 2017/18 und 2018/19 noch wesentlich in der Mannschaft aktiv, kam jedoch während der COVID-19-Pandemie, die auch zahlreiche Einschränkungen im Fußballsport mit sich brachte, nur noch vereinzelt zu Einsätzen. Nachdem er 2020/21 bereits ein Spiel für die zweite Mannschaft der Telfser absolviert hatte, trat er 2021/22 nur mehr für diese in Erscheinung und beendete anschließend seine Karriere als Aktiver.
Bereits während seiner Spielerkarriere war Schreter immer wieder als Nachwuchstrainer – vor allem beim SV Telfs – in Erscheinung getreten. Nach seinem Wechsel nach Telfs im Sommer 2016 fungierte er parallel zu seiner Spielerlaufbahn auch als Co-Trainer der ersten Mannschaft sowie ab Sommer 2018 auch als Trainer der zweiten Mannschaft des Klubs. Seit April 2019 ist er im Besitz der ÖFB-D-Trainerlizenz, im November desselben Jahres folgten die UEFA-C-Lizenz und im Juni 2021 die UEFA-B-Lizenz.
In der Winterpause 2020/21 übernahm er den SV Haiming mit Spielbetrieb in der siebentklassigen Gebietsliga West. In der aufgrund der Pandemie abgebrochenen Meisterschaft rangierte er am Ende mit dem Team auf dem dritten Tabellenrang. In der darauffolgenden Saison wurde er mit dem Klub aus Haiming Vizemeister hinter dem SV Umhausen und schaffte dadurch den Aufstieg in die sechstklassige Landesliga West.
Nachdem er in dieser mit der Mannschaft den sechsten Platz belegt hatte, übernahm er am Ende der Meisterschaft 2022/23 das Traineramt beim SV Telfs.

## Erfolge (Auswahl)

### Als Spieler
- 1× Vizemeister der viertklassigen Tiroler Liga: 2016/17 (SV Telfs)
- 1× Tiroler Fußballcupsieger: 2015/16 (WSG Wattens)
- 2× Meister der drittklassigen Regionalliga West: 2002/03 (FC Wacker Tirol), 2015/16 (WSG Wattens)
- 2× Meister der zweitklassigen Ersten Liga: 2003/04 (FC Wacker Tirol) 2009/10 (FC Wacker Innsbruck)

### Als Trainer
- 1× Vizemeister der zehntklassigen 2. Klasse Mitte und Aufstieg in die 1. Klasse West: 2018/19 (SV Telfs II)
- 1× Vizemeister der siebentklassigen Gebietsliga West und Aufstieg in die Landesliga West: 2021/22 (SV Haiming)

## Familie
Sein Sohn Fabian (* 2007) spielt aktuell (Stand: März 2025) unter ihm in der Herrenmannschaft des SV Telfs.